# Batken (ort)
Batken (ryska: Баткен) är en oblasthuvudort i Kirgizistan.   Den ligger i oblastet Batken, i den västra delen av landet, 400 km sydväst om huvudstaden Bisjkek. Batken ligger 1 038 meter över havet och antalet invånare är 10 155.
Terrängen runt Batken är kuperad söderut, men norrut är den platt. Terrängen runt Batken sluttar norrut. Runt Batken är det glesbefolkat, med 17 invånare per kvadratkilometer. Det finns inga andra samhällen i närheten. Trakten runt Batken består i huvudsak av gräsmarker.

## Sport
- Nur-Batken FK är en kirgizisk fotbollsklubb från Batken.[5][6]
- Centralstadion